# Pseudomonardia parva
Pseudomonardia parva är en tvåvingeart som beskrevs av Jaschhof 2003. Pseudomonardia parva ingår i släktet Pseudomonardia och familjen gallmyggor. Inga underarter finns listade i Catalogue of Life.